# Portugalsko na Eurovision Song Contest
Portugalsko se zúčastnilo 56 ročníků soutěže Eurovision Song Contest, poprvé v roce 1964. Země od té doby na soutěži chyběla pouze pětkrát. Soutěž vysílá veřejnoprávní společnost RTP, která také pořádá soutěž Festival da Canção, jejíž vítěz tradičně zemi v Eurovizi zastupuje.
Země ve 20. století skončila třikrát na posledním místě – poprvé při svém debutu v roce 1964, podruhé o 10 let později a naposledy v roce 1997. O nejlepší výsledek ve 20. století se postarala Lúcia Moniz, která v roce 1996 skončila na 6. místě. Země po roce 2010 do roku 2016 ani jednou nepostoupila do finále, v roce 2017 ale dosáhla na své první vítězství při své 49. účasti na soutěži, které zajistil Salvador Sobral s písní „Amar pelos dois“, což bylo také vůbec první umístění země mezi pěti nejlepšími. O rok později, kdy Portugalsko soutěž pořádalo, skončila země opět na posledním místě.
Portugalsko chybělo od svého debutu v soutěži pětkrát. Poprvé v roce 1970 země soutěž bojkotovala kvůli neshodám ohledně systému hlasování, kdy se v předchozím ročníku o vítězství dělily čtyři země. V roce 2000 se země nemohla ročníku zúčastnit z důvodu špatných výsledků v uplynulých pěti letech. V roce 2002 se země nezúčastnila z důvodu interních problémů vysílací společnosti, její místo tak získalo Lotyšsko, které nakonec ročník vyhrálo. V roce 2013 země odstoupila z finančních důvodů a v roce 2016 se rozhodla pro přestávku, aby bylo možné upravit pravidla Festivalu da Canção, aby vítězný interpret měl na Eurovizi větší šanci dosáhnout lepšího výsledku.

## Výsledky
| Rok                    | Interpret          | Píseň                           | Jazyk                     | Finále        | Finále        | Semifinále                  | Semifinále                  |
| Rok                    | Interpret          | Píseň                           | Jazyk                     | Pořadí        | Body          | Pořadí                      | Body                        |
| ---------------------- | ------------------ | ------------------------------- | ------------------------- | ------------- | ------------- | --------------------------- | --------------------------- |
| 1964                   | António Calvário   | „Oração“                        | portugalština             | 13.           | 0             | nekonalo se                 | nekonalo se                 |
| 1965                   | Simone de Oliveira | „Sol de inverno“                | portugalština             | 13.           | 1             | nekonalo se                 | nekonalo se                 |
| 1966                   | Madalena Iglésias  | „Ele e ela“                     | portugalština             | 13.           | 6             | nekonalo se                 | nekonalo se                 |
| 1967                   | Eduardo Nascimento | „O vento mudou“                 | portugalština             | 12.           | 3             | nekonalo se                 | nekonalo se                 |
| 1968                   | Carlos Mendes      | „Verão“                         | portugalština             | 11.           | 5             | nekonalo se                 | nekonalo se                 |
| 1969                   | Simone de Oliveira | „Desfolhada portuguesa“         | portugalština             | 15.           | 4             | nekonalo se                 | nekonalo se                 |
| bez účasti v roce 1970 |                    |                                 |                           |               |               | nekonalo se                 | nekonalo se                 |
| 1971                   | Tonicha            | „Menina do alto da serra“       | portugalština             | 9.            | 83            | nekonalo se                 | nekonalo se                 |
| 1972                   | Carlos Mendes      | „A festa da vida“               | portugalština             | 7.            | 90            | nekonalo se                 | nekonalo se                 |
| 1973                   | Fernando Tordo     | „Tourada“                       | portugalština             | 10.           | 80            | nekonalo se                 | nekonalo se                 |
| 1974                   | Paulo de Carvalho  | „E depois do adeus“             | portugalština             | 14.           | 3             | nekonalo se                 | nekonalo se                 |
| 1975                   | Duarte Mendes      | „Madrugada“                     | portugalština             | 16.           | 16            | nekonalo se                 | nekonalo se                 |
| 1976                   | Carlos do Carmo    | „Uma flor de verde pinho“       | portugalština             | 12.           | 24            | nekonalo se                 | nekonalo se                 |
| 1977                   | Os Amigos          | „Portugal no coração“           | portugalština             | 14.           | 18            | nekonalo se                 | nekonalo se                 |
| 1978                   | Gemini             | „Dai li dou“                    | portugalština             | 17.           | 5             | nekonalo se                 | nekonalo se                 |
| 1979                   | Manuela Bravo      | „Sobe, sobe, balão sobe“        | portugalština             | 9.            | 64            | nekonalo se                 | nekonalo se                 |
| 1980                   | José Cid           | „Um grande, grande amor“        | portugalština             | 7.            | 71            | nekonalo se                 | nekonalo se                 |
| 1981                   | Carlos Paião       | „Playback“                      | portugalština             | 18.           | 9             | nekonalo se                 | nekonalo se                 |
| 1982                   | Doce               | „Bem bom“                       | portugalština             | 13.           | 32            | nekonalo se                 | nekonalo se                 |
| 1983                   | Armando Gama       | „Esta balada que te dou“        | portugalština             | 13.           | 33            | nekonalo se                 | nekonalo se                 |
| 1984                   | Maria Guinot       | „Silêncio e tanta gente“        | portugalština             | 11.           | 38            | nekonalo se                 | nekonalo se                 |
| 1985                   | Adelaide           | „Penso em ti, eu sei“           | portugalština             | 18.           | 9             | nekonalo se                 | nekonalo se                 |
| 1986                   | Dora               | „Não sejas mau p'ra mim“        | portugalština             | 14.           | 28            | nekonalo se                 | nekonalo se                 |
| 1987                   | Nevada             | „Neste barco à vela“            | portugalština             | 18.           | 15            | nekonalo se                 | nekonalo se                 |
| 1988                   | Dora               | „Voltarei“                      | portugalština             | 18.           | 5             | nekonalo se                 | nekonalo se                 |
| 1989                   | Da Vinci           | „Conquistador“                  | portugalština             | 16.           | 39            | nekonalo se                 | nekonalo se                 |
| 1990                   | Nucha              | „Há sempre alguém“              | portugalština             | 20.           | 9             | nekonalo se                 | nekonalo se                 |
| 1991                   | Dulce              | „Lusitana paixão“               | portugalština             | 8.            | 62            | nekonalo se                 | nekonalo se                 |
| 1992                   | Dina               | „Amor d'água fresca“            | portugalština             | 17.           | 26            | nekonalo se                 | nekonalo se                 |
| 1993                   | Anabela            | „A cidade até ser dia“          | portugalština             | 10.           | 60            | Kvalifikacija za Millstreet | Kvalifikacija za Millstreet |
| 1994                   | Sara               | „Chamar a música“               | portugalština             | 8.            | 73            | nekonalo se                 | nekonalo se                 |
| 1995                   | Tó Cruz            | „Baunilha e chocolate“          | portugalština             | 21.           | 5             | nekonalo se                 | nekonalo se                 |
| 1996                   | Lúcia Moniz        | „O meu coração não tem cor“     | portugalština             | 6.            | 92            | 18.                         | 32                          |
| 1997                   | Célia Lawson       | „Antes do adeus“                | portugalština             | 24.           | 0             | nekonalo se                 | nekonalo se                 |
| 1998                   | Alma Lusa          | „Se eu te pudesse abraçar“      | portugalština             | 12.           | 36            | nekonalo se                 | nekonalo se                 |
| 1999                   | Rui Bandeira       | „Como tudo começou“             | portugalština             | 21.           | 12            | nekonalo se                 | nekonalo se                 |
| bez účasti v roce 2000 |                    |                                 |                           |               |               | nekonalo se                 | nekonalo se                 |
| 2001                   | MTM                | „Só sei ser feliz assim“        | portugalština             | 17.           | 18            | nekonalo se                 | nekonalo se                 |
| bez účasti v roce 2002 |                    |                                 |                           |               |               | nekonalo se                 | nekonalo se                 |
| 2003                   | Rita Guerra        | „Deixa-me sonhar“               | portugalština, angličtina | 22.           | 13            | nekonalo se                 | nekonalo se                 |
| 2004                   | Sofia Vitória      | „Foi magia“                     | portugalština             | nepostup      | nepostup      | 15.                         | 38                          |
| 2005                   | 2B                 | „Amar“                          | portugalština, angličtina | nepostup      | nepostup      | 17.                         | 51                          |
| 2006                   | Nonstop            | „Coisas de nada“                | portugalština, angličtina | nepostup      | nepostup      | 19.                         | 26                          |
| 2007                   | Sabrina            | „Dança comigo“                  | portugalština             | nepostup      | nepostup      | 11.                         | 88                          |
| 2008                   | Vânia Fernandes    | „Senhora do mar (negras águas)“ | portugalština             | 13.           | 69            | 2.                          | 120                         |
| 2009                   | Flor-de-Lis        | „Todas as ruas do amor“         | portugalština             | 15.           | 57            | 8.                          | 70                          |
| 2010                   | Filipa Azevedo     | „Há dias assim“                 | portugalština             | 18.           | 43            | 4.                          | 89                          |
| 2011                   | Homens da Luta     | „A luta é alegria“              | portugalština             | nepostup      | nepostup      | 18.                         | 22                          |
| 2012                   | Filipa Sousa       | „Vida minha“                    | portugalština             | nepostup      | nepostup      | 13.                         | 39                          |
| bez účasti v roce 2013 |                    |                                 |                           | nepostup      | nepostup      |                             |                             |
| 2014                   | Suzy               | „Quero ser tua“                 | portugalština             | nepostup      | nepostup      | 11.                         | 39                          |
| 2015                   | Leonor Andrade     | „Há um mar que nos separa“      | portugalština             | nepostup      | nepostup      | 14.                         | 19                          |
| bez účasti v roce 2016 |                    |                                 |                           |               |               |                             |                             |
| 2017                   | Salvador Sobral    | „Amar pelos dois“               | portugalština             | 1.            | 758           | 1.                          | 370                         |
| 2018                   | Cláudia Pascoal    | „O jardim“                      | portugalština             | 26.           | 39            | hostitelská země            | hostitelská země            |
| 2019                   | Conan Osíris       | „Telemóveis“                    | portugalština             | nepostup      | nepostup      | 15.                         | 51                          |
| 2020                   | Elisa              | „Medo de sentir“                | portugalština             | ročník zrušen | ročník zrušen | ročník zrušen               | ročník zrušen               |
| 2021                   | The Black Mamba    | „Love Is on My Side“            | angličtina                | 12.           | 153           | 4.                          | 239                         |
| 2022                   | Maro               | „Saudade, saudade“              | angličtina, portugalština | 9.            | 207           | 4.                          | 208                         |
| 2023                   | Mimicat            | „Ai coração“                    | portugalština             | 23.           | 59            | 9.                          | 74                          |
| 2024                   | Iolanda            | „Grito“                         | portugalština             | 10.           | 152           | 8.                          | 58                          |
| 2025                   | Napa               | „Deslocado“                     | portugalština             | 21.           | 50            | 9.                          | 56                          |

| Legenda | Legenda                              |
| ------- | ------------------------------------ |
| 1       | 1. místo                             |
| 2       | 2. místo                             |
| 3       | 3. místo                             |
| ◁       | poslední místo                       |
| X       | interpret vybrán, ale nezúčastnil se |

## Galerie

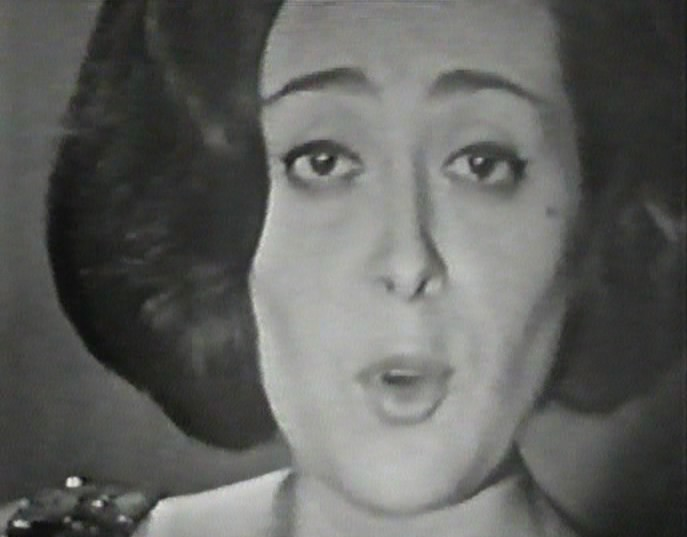
Simone de Oliveira v Neapoli (1965)
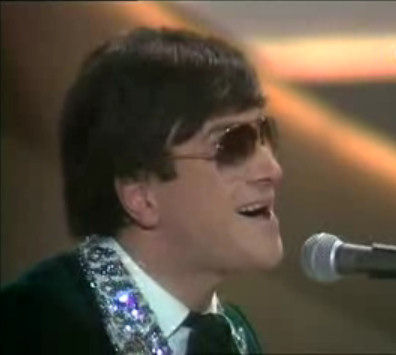
José Cid v Haagu (1980)
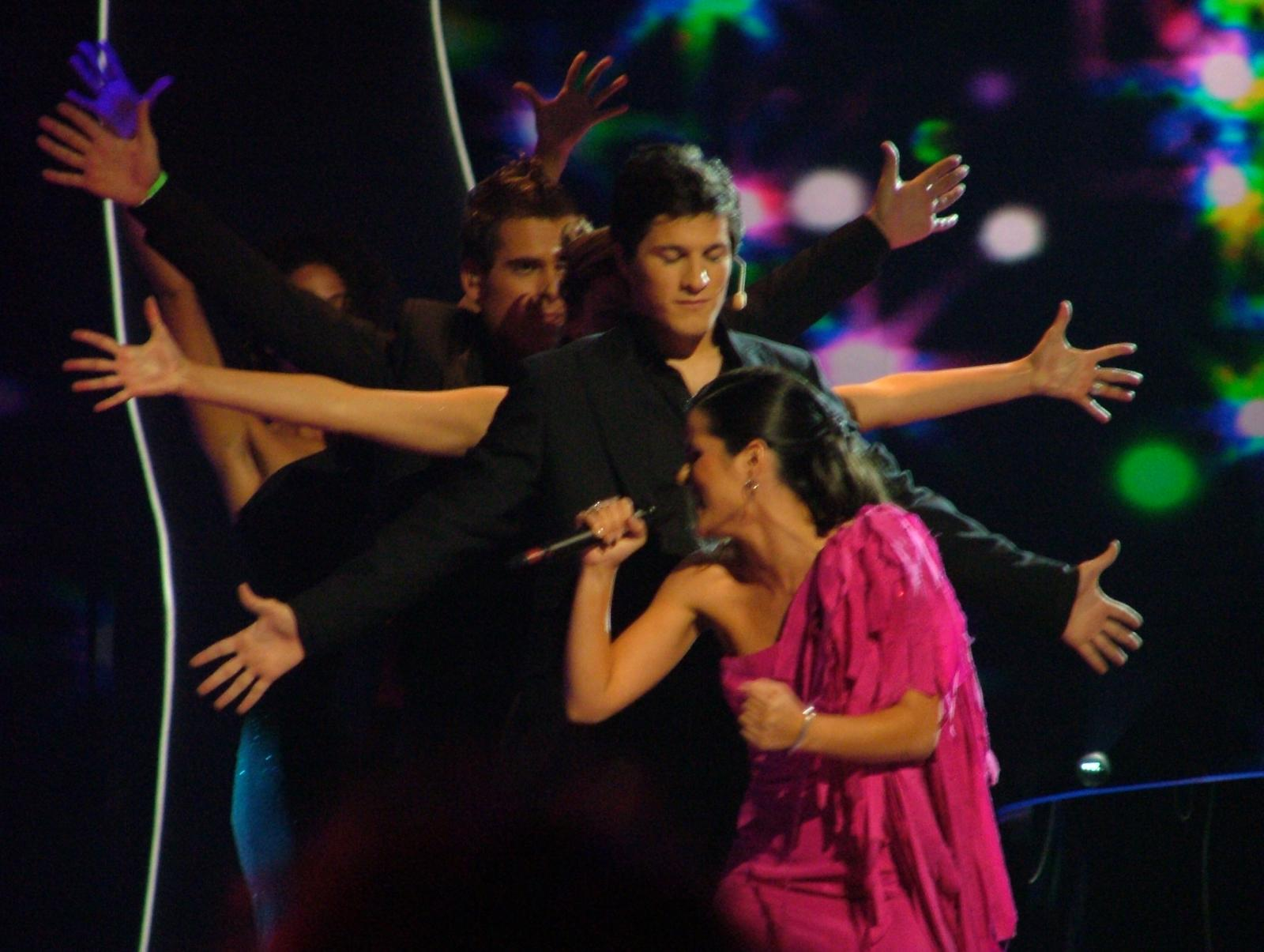
Sofia Vitória v Istanbulu (2004)
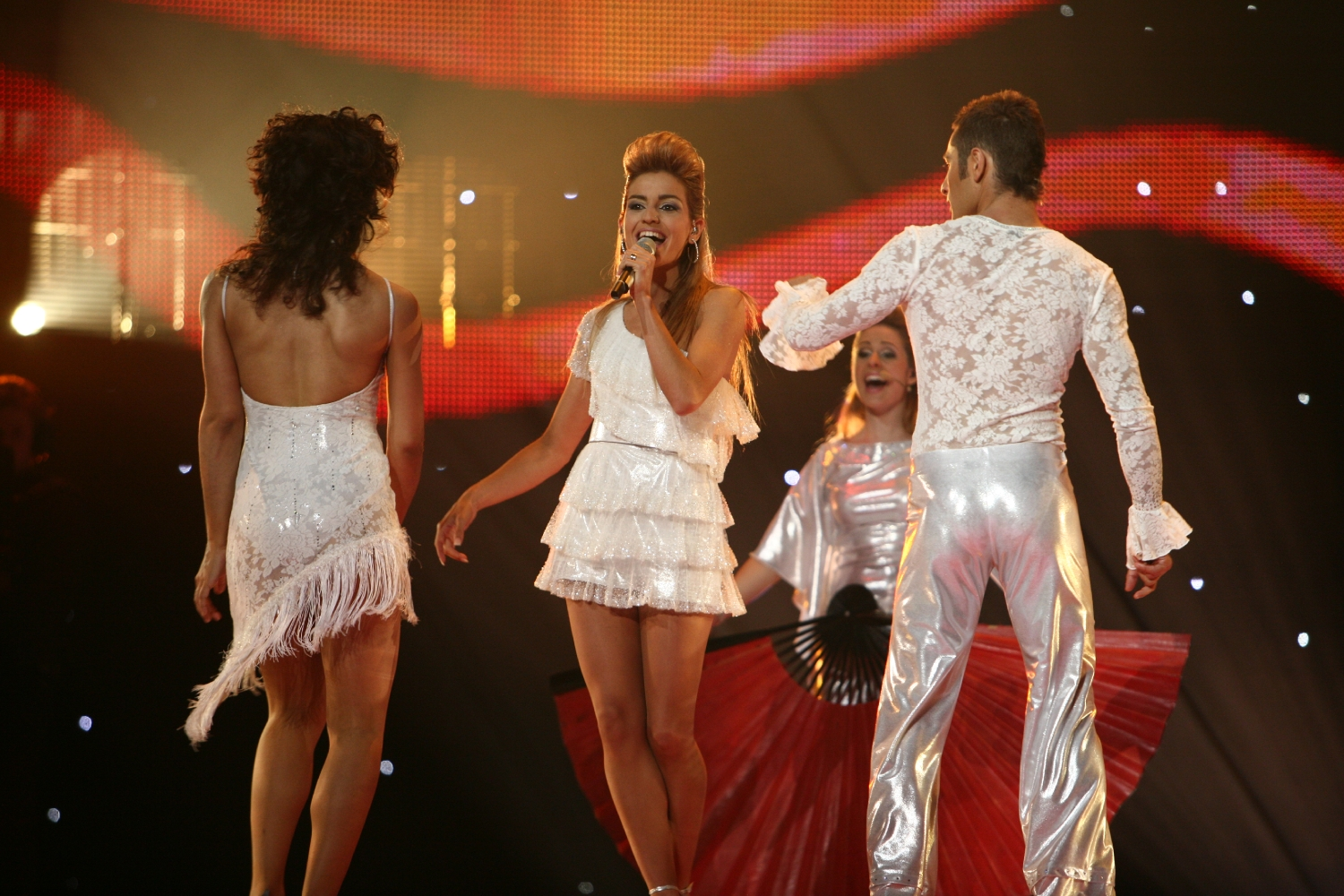
Sabrina v Helsinkách (2007)
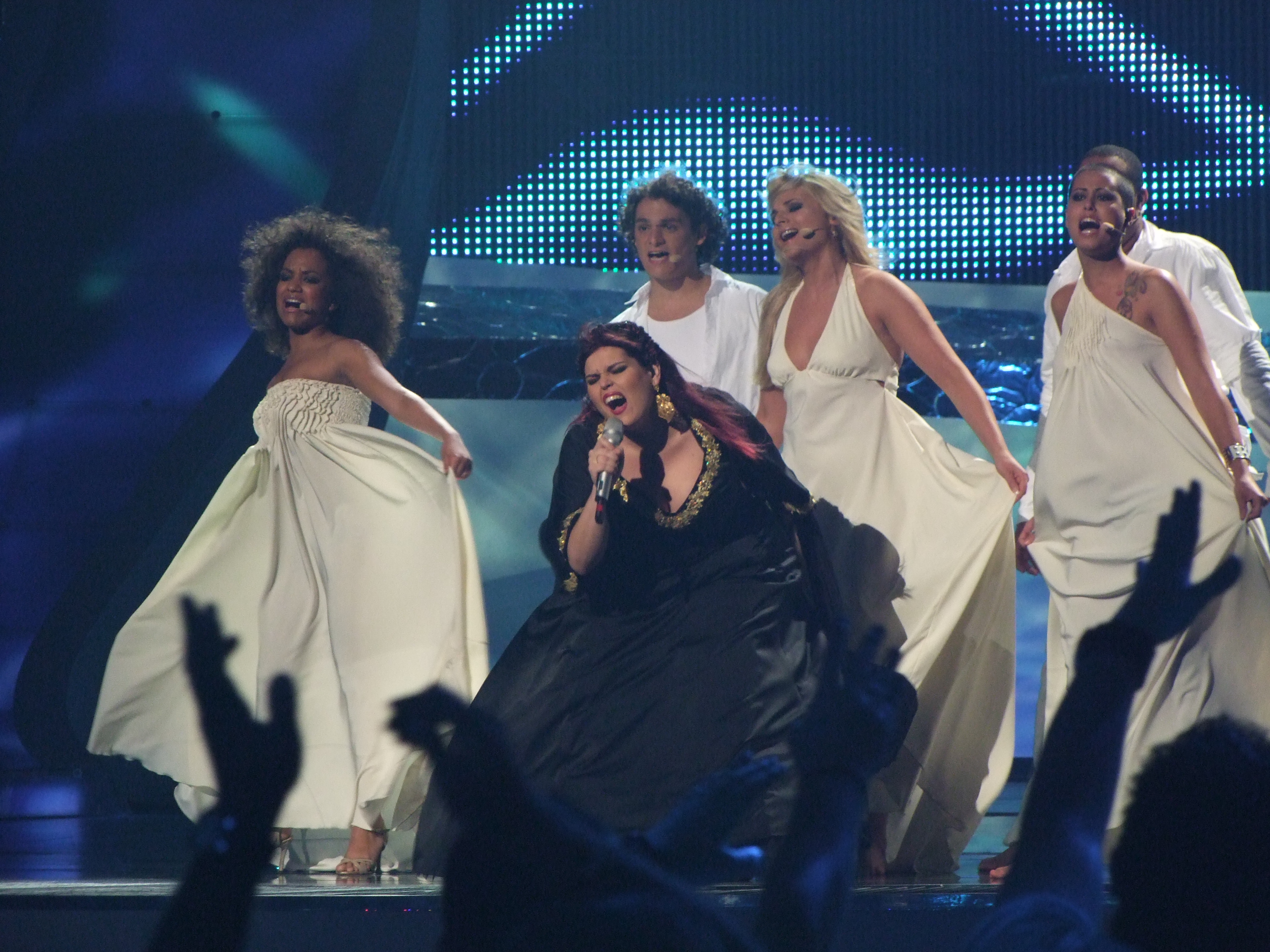
Vânia Fernandes v Bělehradu (2008)
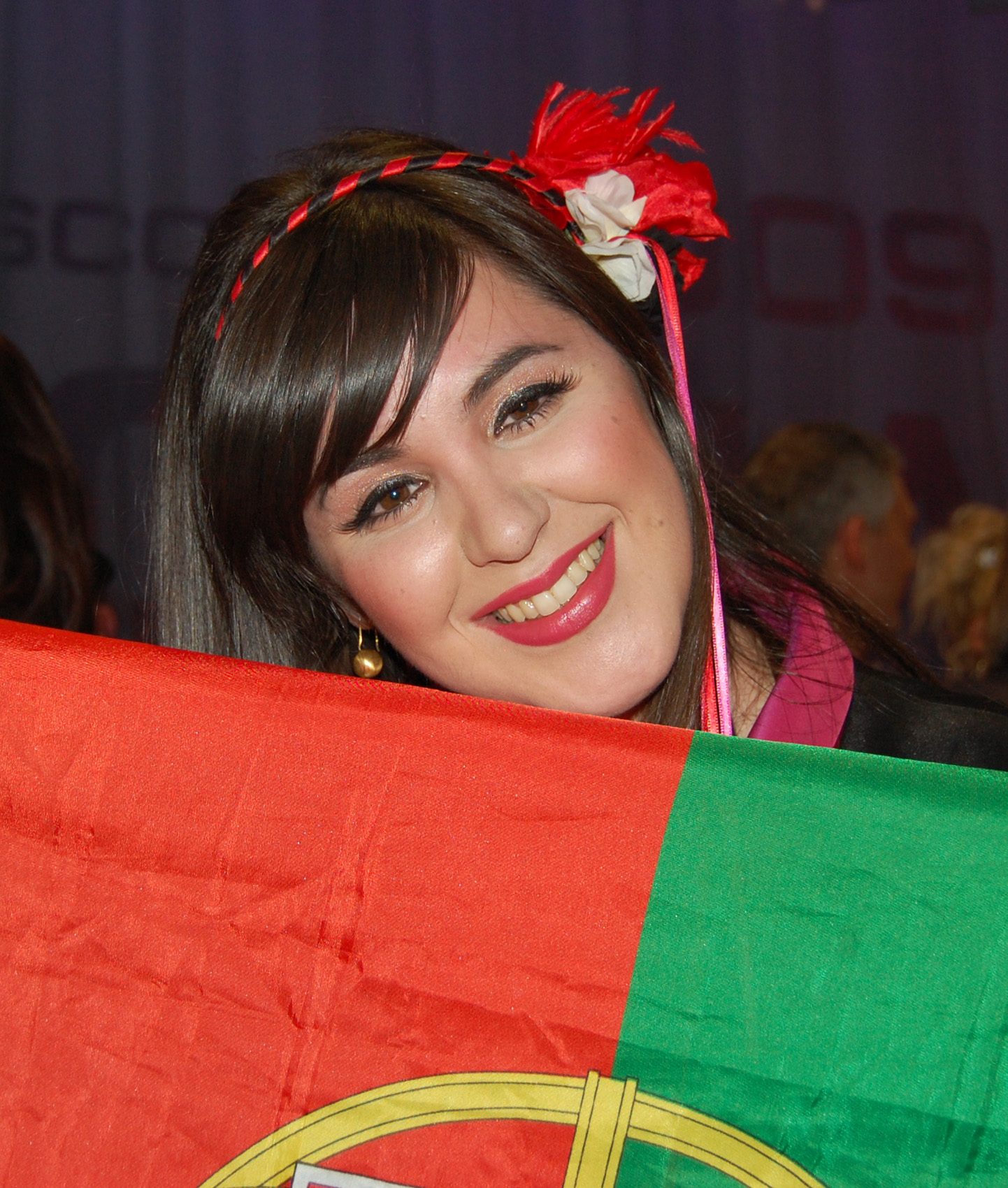
Flor-de-Lis v Moskvě (2009)
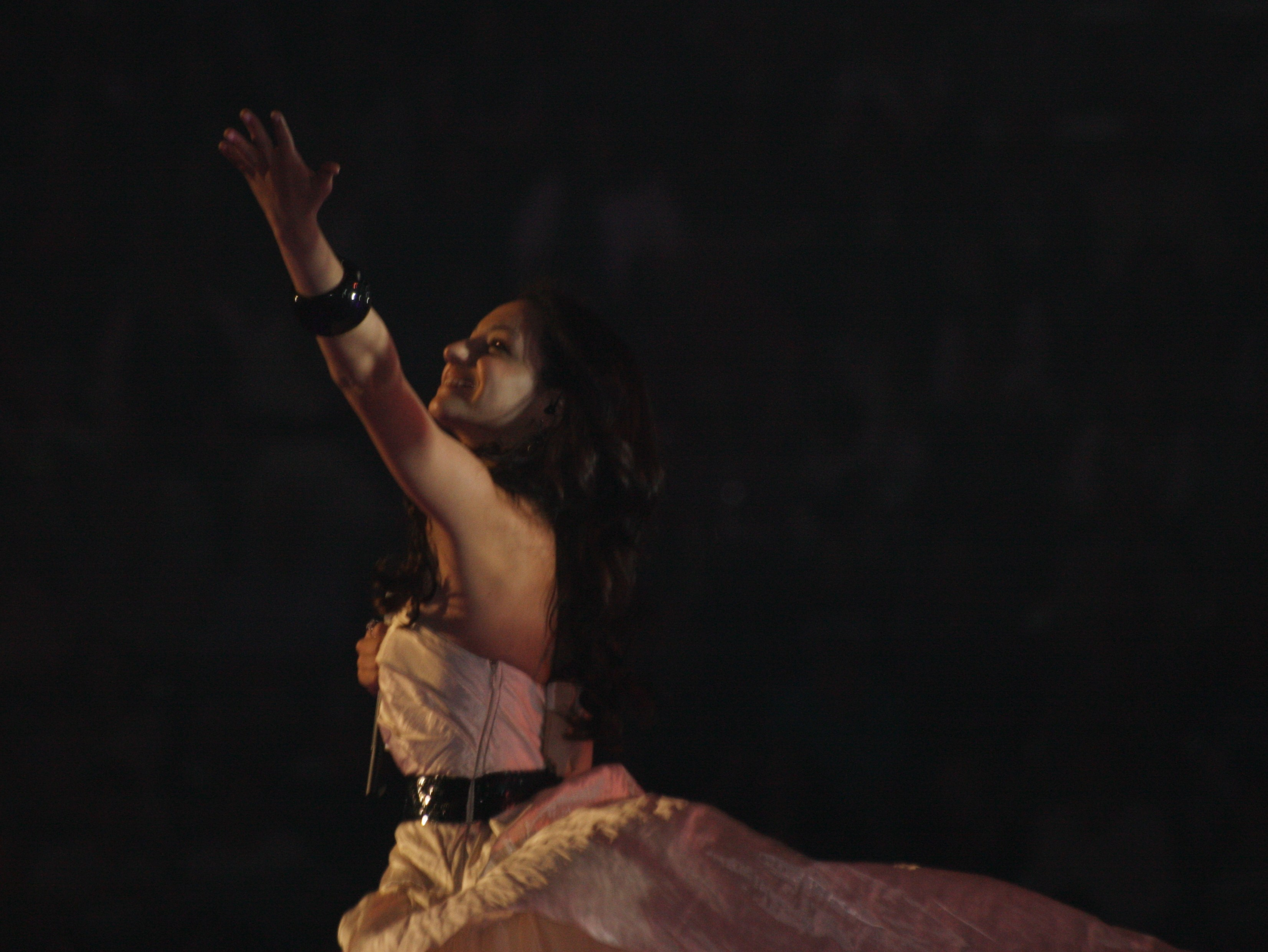
Filipa Azevedo v Oslu (2010)
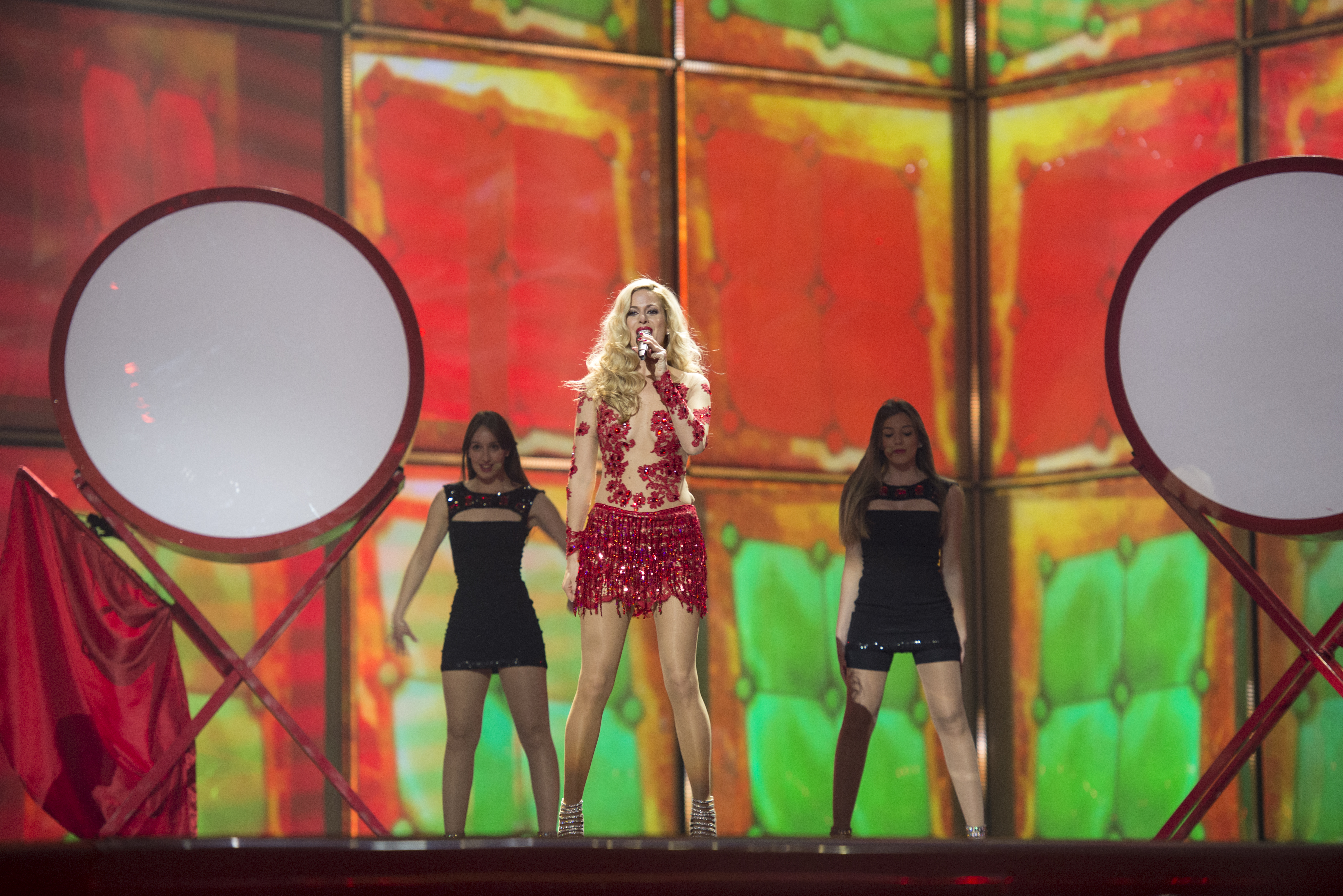
Suzy v Kodani (2014)
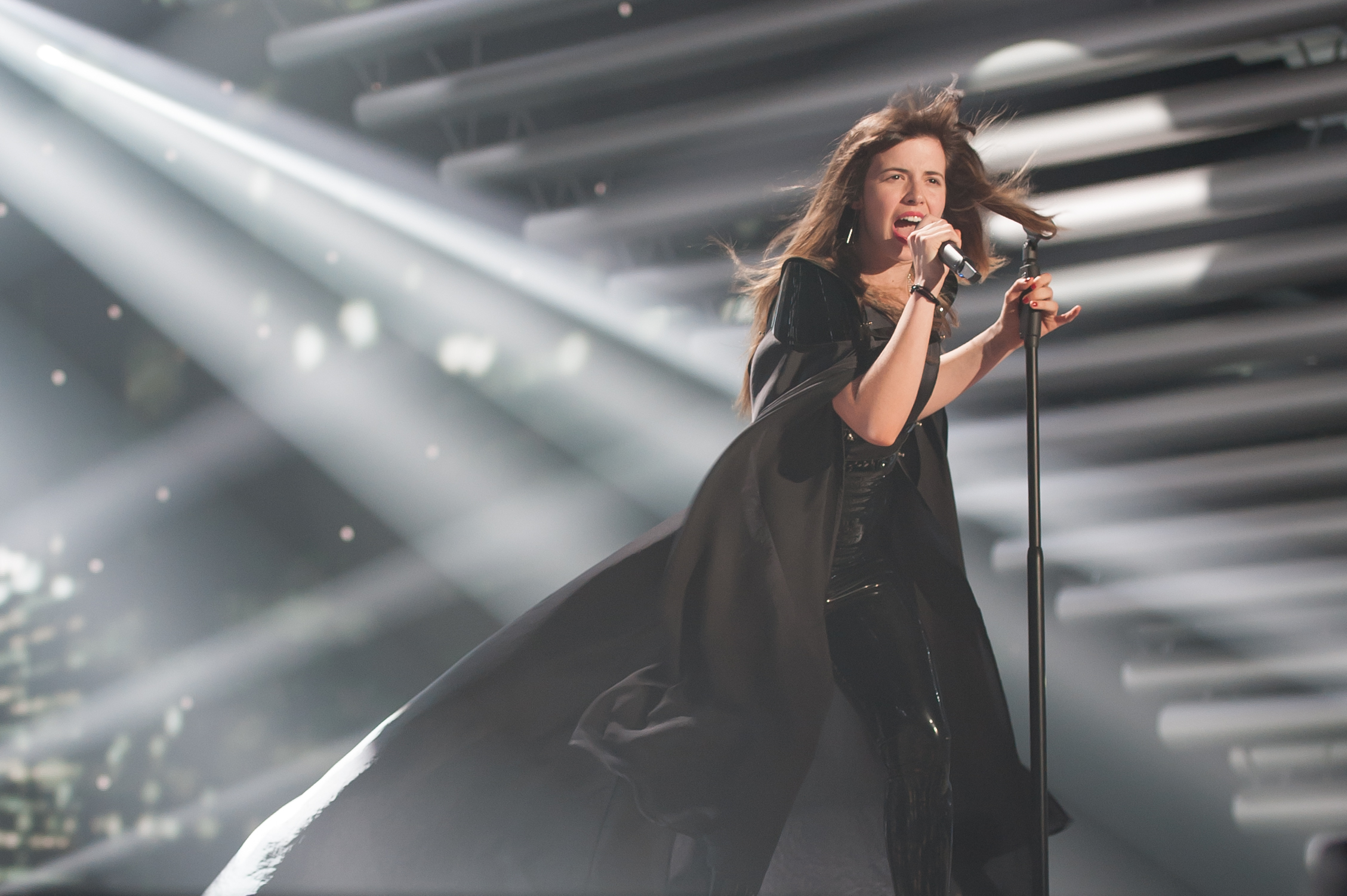
Leonor Andrade ve Vídni (2015)
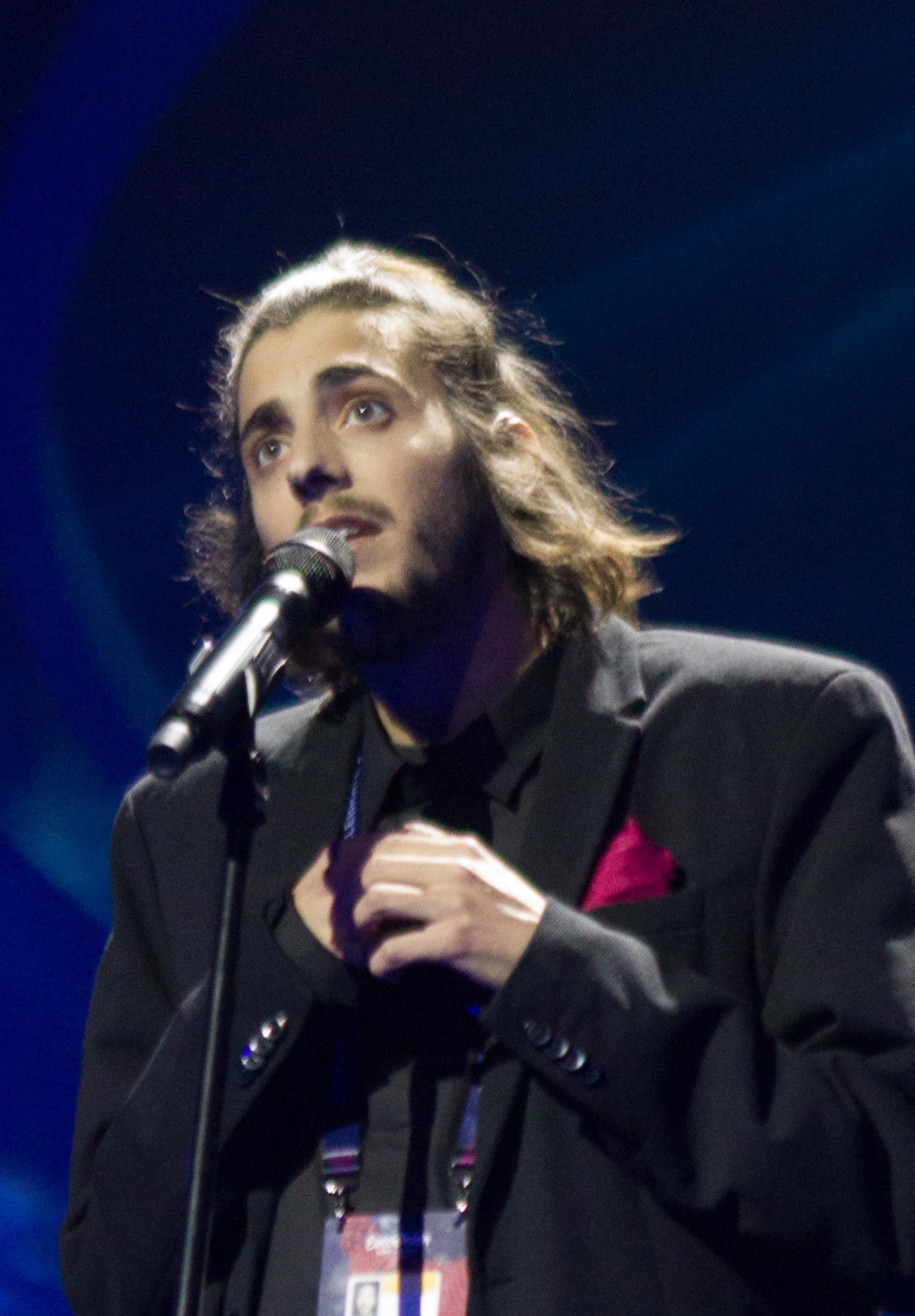
Salvador Sobral v Kyjevě (2017)
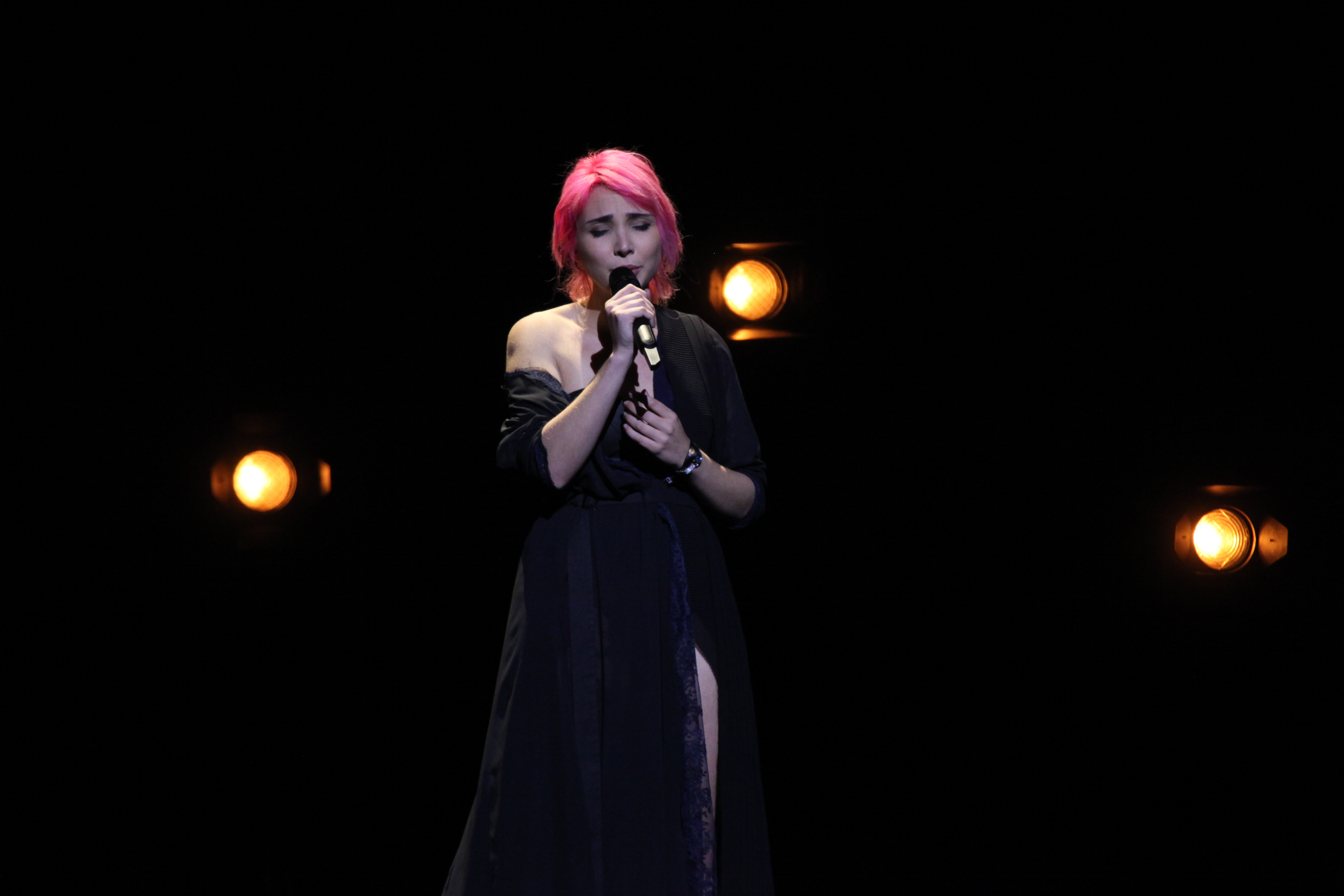
Cláudia Pascoal v Lisabonu (2018)
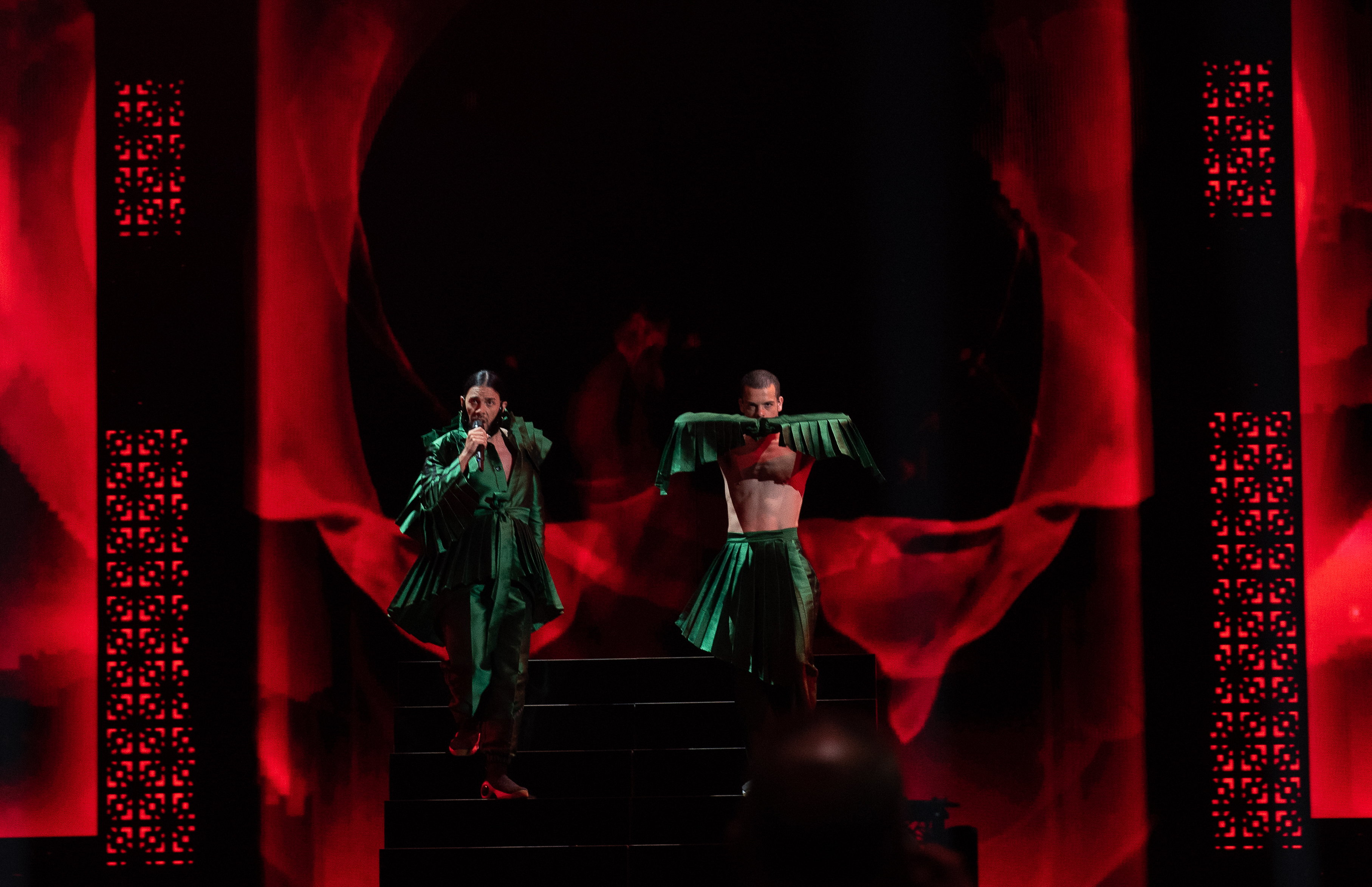
Conan Osíris v Tel Avivu (2019)
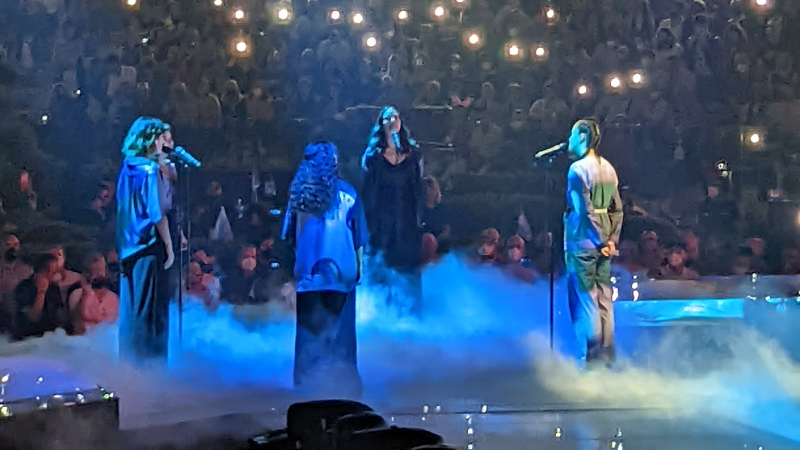
Maro v Turíně (2022)
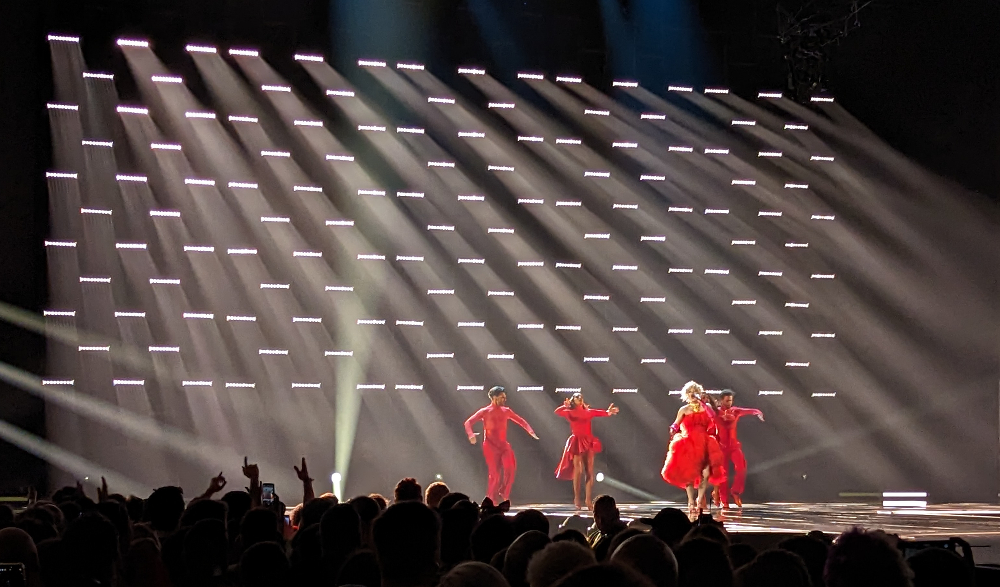
Mimicat v Liverpoolu (2023)
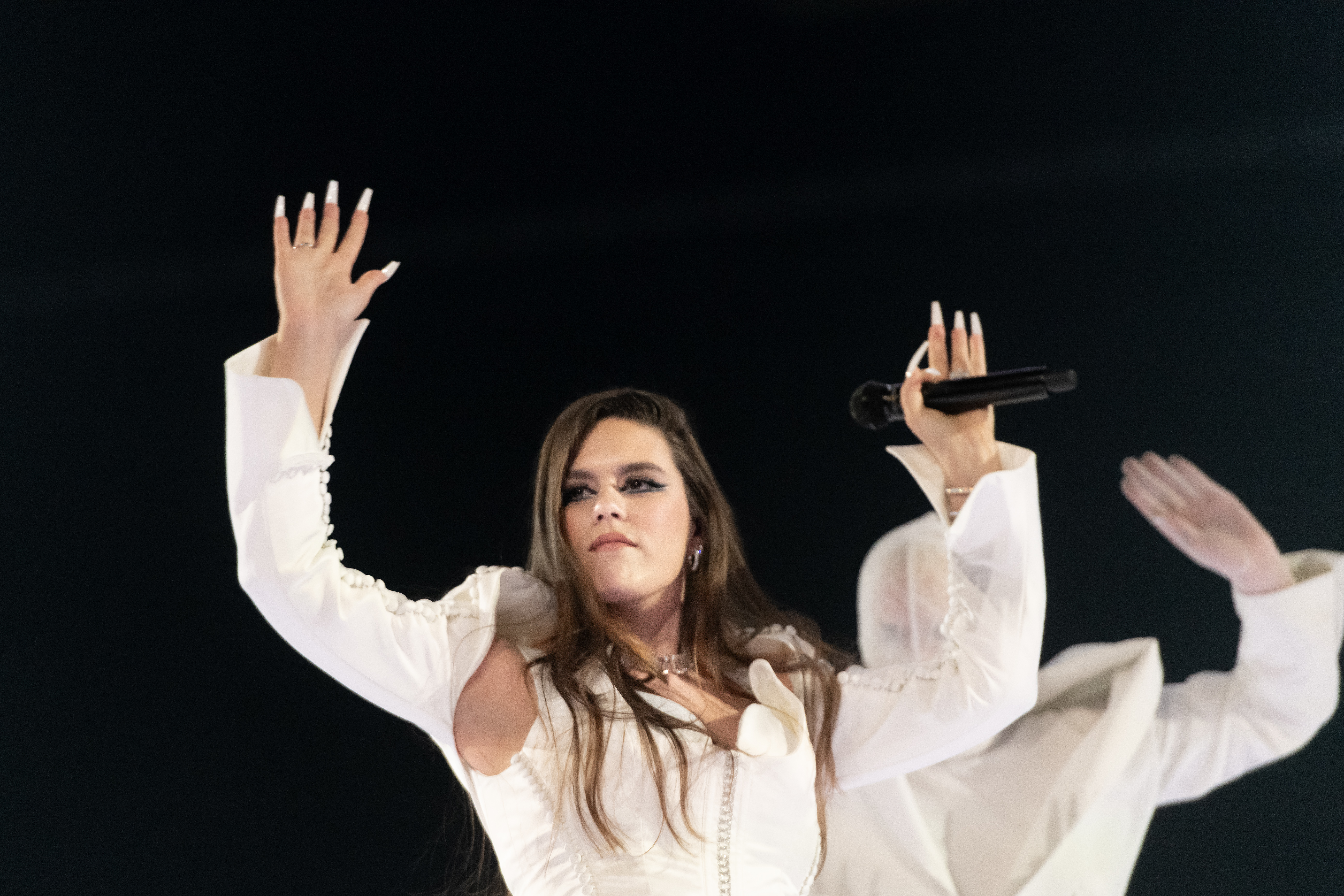
Iolanda v Malmö (2024)
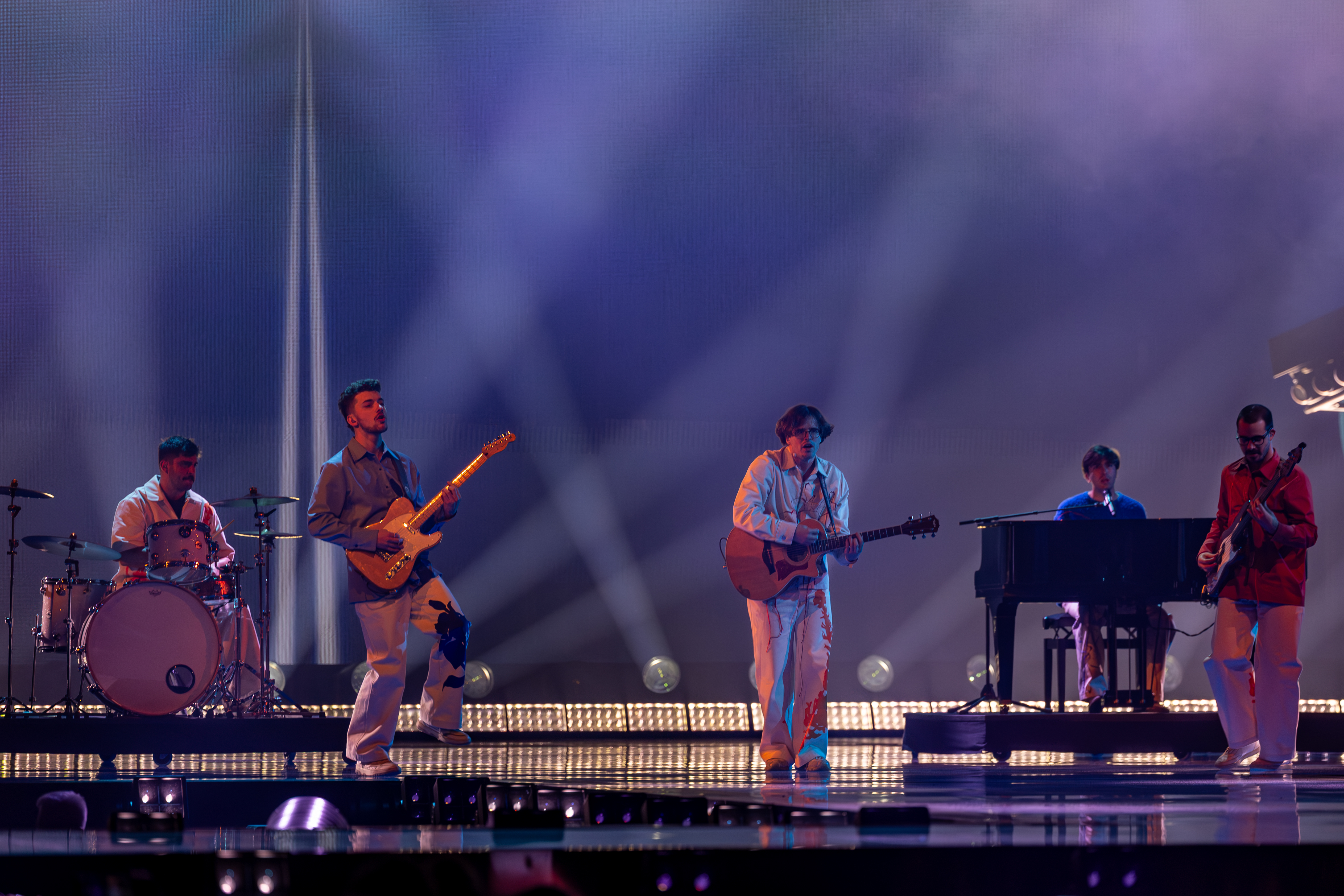
Napa v Basileji (2025)